# آرس-ون-ری
آرس-ون-ری (به فرانسوی: Ars-en-Ré) یک کمون در فرانسه است که در canton of Ars-en-Ré واقع شده‌است. آرس-ون-ری ۱۰٫۹۵ کیلومتر مربع مساحت دارد ۶ متر بالاتر از سطح دریا واقع شده‌است.